# Новопреображенка (Новосибирская область)
Новопреображенка — посёлок в Чановском районе Новосибирской области. Административный центр Новопреображенского сельсовета.

## География
Площадь посёлка — 29 гектаров.

## Население
| 2002 | 2007 | 2010 |
| ---- | ---- | ---- |
| 440  | ↘433 | ↘423 |

## Инфраструктура
В посёлке по данным на 2007 год функционируют 1 учреждение здравоохранения и 2 учреждения образования.